# Atheyna Bylon
Atheyna Bibeishi Bylon (ur. 6 kwietnia 1989 w Panamie) – panamska bokserka i policjantka, medalistka olimpijska z Paryża (2024).

## Życiorys
Urodziła się 6 kwietnia 1989 w Panamie.
W 2016 roku wzięła udział w Letnich Igrzyskach Olimpijskich w Rio de Janeiro, gdzie w rywalizacji kobiet do 75 kg odpadła w pierwszej walce z Andreia Bandeira z Brazylii. W 2021 roku ponownie wzięła udział w Letnich Igrzyskach Olimpijskich, gdzie w rywalizacji kobiet do 75 kg odpadła w drugiej walce z Lauren Price z Wielkiej Brytanii. W 2024 roku wystartowała na Letnich Igrzyskach Olimpijskich w Paryżu gdzie w rywalizacji kobiet do 75 kg zdobyła srebrny medal, pokonując po drodze Valentinę Khalzovą, Elżbietę Wójcik i Cindy Ngambę. W finale przegrała z Li Qian.
Jej medal był pierwszym medalem dla Panamy w historii wywalczonym przez kobietę oraz pierwszym medalem dla tego państwa od igrzysk w 2008 roku.
Wraz z Alonso Edwardem była chorążym reprezentacji Panamy na igrzyskach olimpijskich w Tokio w 2021 roku.